# (11334) Rio de Janeiro
(11334) Rio de Janeiro ist ein Asteroid des mittleren Hauptgürtels, der am 18. April 1996 von dem belgischen Astronomen Eric Walter Elst am La-Silla-Observatorium der Europäischen Südsternwarte in Chile (IAU-Code 809) entdeckt wurde. Unbestätigte Sichtungen des Asteroiden hatte es vorher schon mehrere gegeben: am 22. März 1979 (1979 FC4) am Karl-Schwarzschild-Observatorium im Tautenburger Wald und im August 1980 (1980 PU2) am Siding-Spring-Observatorium in der Nähe von Coonabarabran, New South Wales.
Der Asteroid gehört zur Maria-Familie, einer nach (170) Maria benannten Gruppe von Asteroiden.
(11334) Rio de Janeiro wurde am 2. März 2000 nach der brasilianischen Stadt Rio de Janeiro benannt.